# Les Productions du Ch'Timi
 (février 2018).
Les Productions du Ch'Timi est une société de production française pour le cinéma, fondée à Paris par Dany Boon.

## Filmographie
- 2006 : La Maison du bonheur[2]
- 2008 : Bienvenue chez les Ch'tis
- 2009 : Rien à perdre
- 2011 : Rien à déclarer
- 2012 : Un plan parfait
- 2013 : Eyjafjallajökull
- 2014 : Supercondriaque[3]
- 2016 : Ma famille t'adore déjà !
- 2017 : Fleur de tonnerre, Escobar et Raid dingue
- 2018 : La Ch'tite Famille

## Box-office
| # | Film                      | Année | Entrées (France)   |
| - | ------------------------- | ----- | ------------------ |
| 1 | La Maison du bonheur      | 2006  | 1 146 962 entrées  |
| 2 | Bienvenue chez les Ch'tis | 2008  | 20 489 303 entrées |
| 3 | Rien à déclarer           | 2011  | 8 100 000 entrées  |
| 4 | Un plan parfait           | 2012  | 1 203 215 entrées  |
| 5 | Eyjafjallajökull          | 2013  | 1 800 000 entrées  |
| 6 | Supercondriaque           | 2014  | 5 266 796 entrées  |
| 7 | Ma famille t'adore déjà ! | 2016  | 562 105 entrées    |
| 8 | Raid dingue               | 2017  | 4 563 447 entrées  |